# 小行星5018
小行星5018（英語：5018 Tenmu）是一颗围绕太阳公转的小行星。1977年2月19日，香西洋树、古川麒一郎在木曾町发现了此天体。
这颗小行星的绝对星等为352.2973687276168等。